# Алфонсо II д’Есте
Вижте пояснителната страница за други личности с името Алфонсо д’Есте.
Алфонсо II д’Есте (на италиански: II d’Este; * 22 ноември 1533, Ферара, Херцогство Ферара; † 27 октомври 1597, пак там) от Дом Есте е последният 5-и херцог на Ферара, Модена и Реджо от 1559 г. до смъртта си.
Няма законни деца и Ферара, дотогава столица на херцогство, след смъртта му се връща (като древен папски феод) под суверенитета на Папската държава с подчинението на Ферара, докато Модена и Реджо преминават по волята на императора на легитимиран кадетски клон на Дом Есте.

## Произход
Той е големият син и наследник на херцог Ерколе II д’Есте (* 1508, † 1559) и съпругата му Рене Френска (* 1510, † 1575). Негови дядо и баба по бащина линия са Алфонсо I д’Есте и Лукреция Борджия, а по майчина – френският крал Луи XII и Анна Бретонска. Има един брат и три сестри:
- Анна (* 1531; † 1607), херцогиня на Гиз като съпруга на Франсоа I Лотарингски и херцогиня на Менур като съпруг на Жак Савойски-Немур
- Лукреция (* 1535; † 1598), херцогиня на Урбино като съпруга на Франческо Мария II дела Ровере
- Елеонора (* 1537; † 1581)
- Луиджи (* 1538; † 1586), кардинал и епископ на Ферара.

## Биография

### Ранни години и наследяване на властта
Той винаги е бил свързан със семейството на майка си и от ранна възраст живее дълги периоди във френския двор като гост на братовчед си Анри II. Той е във Франция, когато на 3 октомври 1559 г. баща му почива и Алфонсо е призован във Ферара за наследяването на властта и поставянето му на херцогския трон. Така Алфонсо си тръгва, за да се върне в столицата на Есте. Той се качва на френския бряг и пристига в Ливорно, прекосява Гарфаняна и Апенините, преминава през Модена и накрая пристига във Ферара, където официално поема властта.
Едно от първите му решения като херцог е да помилва Джулио д'Есте, държан затворник заради заговор в продължение на 53 години в замъка на Есте. Втори важен акт, по специално искане на папа Пий IV, е отстраняването на майка му Рене Френска от двора на Есте през 1560 г. Рене, с калвинистката вяра, винаги е била нежелана за папството, което не приема нейните калвинистки позиции и което, още по време на управлението на Ерколе II д'Есте, изпраща емисари от Рим, за да контролират присъствието на нежелани гости, поканени и защитавани от Рене в двора на Ферара.

### Бракове
По време на инвеститурата си Алфоносо II е женен за Лукреция ди Козимо I де Медичи, която умира през 1561 г., оставяйки го бездетен. По-късно той се жени за Барбара Австрийска, въпреки че сватбата се забавя поради смъртта на баща ѝ Фердинанд I Хабсбург. Когато тя най-накрая е организирана, през 1565 г., Алфонсо вече е установил силен съюз с Австрия и на следващата година отива със силите си в подкрепа на император Максимилиан II Хабсбург, който участва в Австро-турската война. Този избор е продиктуван и от опита да се получат други облаги, както лични, така и за семейството, за поддържане на властта в сложна ситуация като тази на семейство Есте, които са били едновременно феодали на Папската държава и Свещената Римска империя.
Втората му съпруга Барбара умира през 1572 г. и Алфонсо II все още е без потомство. По династични причини той търси трета съпруга и изборът пада върху Маргарита Гонзага, 31 години по-млада и принадлежаща към дом, традиционно близък до семейство Есте. За пореден път обаче Алфонсо няма наследници.

### Херцог на Ферара, Модена и Реджо
Херцогът управлява в период на по същество статичен баланс в Италия, чакайки възможности за утвърждаване на държавата си, която така и не идва, сега хваната между Хабсбургската империя и испанското управление. На негова служба, както вече се е случило при неговия предшественик Ерколе II, е Анибале Боргоньони – един от най-известните майстори на артилерията от 16 век.
С него дворът на Ферара достига нива на блясък и великолепие, невижддани преди, а резиденциите на Есте достигат своя максимален блясък. От негово име параклисът на Рене Френска, е проектиран и построен от архитекта Алесандро Балби в замъка на Есте във Ферара. Големите разходи, направени за тези работи и за многобройните тържества от този период, създават проблеми за обществената хазна, която често се оказва затруднена и това го принуждава да увеличава данъците.
Той приютява поети и художници, като по този начин продължава традицията на Есте. Алфонсо II е покровител на Торкуато Тасо и продължи политиката на военно укрепване, въпреки че международната политическа еволюция не предлага много възможности за демонстриране на винаги страховитата мощ на артилерията на Есте. Някои историци приписват на Алфонсо II желанието да бъде построен на голяма открита площ, приблизително съответстваща на сегашния паркинг в Contrada di Borgoricco, Дворцовият театър.  Според други обаче театърът е построен едва през 1610 г. по проект на архитекта Джован Батиста Алеоти.
По време на управлението му Ферара е ударена от земетресения с пикове през 1561, 1570 и 1591 г. В това отношение е интересно да си спомним присъствието във Ферара през онези години на Пиро Лигорио – наследник на Микеланджело на строителната площадка на Свети Петур в Рим и който, след като се премества в столицата на Есте и става свидетел на опустошителните последици от земетресението върху сградите, има интуицията за построяване на първата къща според антисеизмични критерии.
През 1593 г. цялата територия страда от период на глад, който има сериозни последици за населението.

### Последни години и смърт
Като владетел на Ферара Алфонсо II не успява да получи от хората подкрепата, която други преди него по някакъв начин са постигнали с по-голям успех, тъй като голяма част от населението е в трудни условия и от страна на благородническите семейства има нарастваща загриженост за загубата техните привилегии, на които се радват. Всъщност изглежда, че той, от една страна, не знае как да се противопостави на министрите си, които увеличават дължимите данъци към държавата, а от друга страна той самият е причината за големи разходи за организиране на събития и тържества, поддържане на замъка на Есте на нивото на велик европейски двор. Когато 63-годишният владетел умира, не са проведени специални церемонии и тялото му е транспортирано просто в дървен ковчег без шествие, придружено само от няколко религиозни лица, и е погребано в манастира „Корпус Домини“ във Ферара под надгробен камък, на който дори не е гравирано името му. Братовчед му Чезаре д'Есте пътува с карета за последен път на 28 януари 1598 г. по красивата улица ,Анджели“, за да излезе от Портата на ангелите, която по-късно е затворена.

### Подчинение на Ферара
Папска була, издадена на 3 май 1567 г. от папа  Пий V – Prohibitio alienandi et infeudandi civitates et loca Sanctae Romanae Ecclesiae официално и изрично посочва, че Херцогство Ферара може да остане феод, поверен на семейство Есте само в присъствието на законни наследници и не, както планира Алфонсо II да е възможно това право да се прехвърли на второстепенния клон на дома –  този на маркизите на Монтекио и по-специално на неговия братовчед Чезаре д'Есте.

Алфонсо, когато е още жив, напразно се опитва да има законни наследници. Тъй като не успява, той определя братовчед си Чезаре за свой наследник. Този акт е признат от императора, но не и от папата, тъй като бащата на Чезаре, Алфонсо, е само извънбрачен син на херцог Алфонсо I д'Есте и Лаура Дианти и това противоречи на точните разпоредби на папската була. Следователно след смъртта му папа Климент VIII отново присвоява града и връща Ферара под пряката юрисдикция на Папската държава, като от този момент изключва семейство Есте от всякакви права над града. Това прехвърляне на власт е известно като „предаването на Ферара“ (на итал. devoluzione di Ferara) на Папската държава.
- Алфонсо II д’Есте
- Алфонсо II д’Есте

## В културата
На Алфонсо II е посветена поемата „Освободения Йерусалим“ (Gerusalemme liberata) на Торкувато Тасо, който остава дълго време в двора на Есте и има трудни и променливи отношения с херцога. 
Алфонсо II е идентифициран в говорещия Аз в „Моята последна херцогиня“ (My Last Duchess) – драматичният монолог в стихове от Робърт Браунинг, публикуван за първи път със заглавието „Италия“ през 1842 г. в сборника „Драматична лирика“.